# Bessas
Bessas ist eine französische Gemeinde mit 234 Einwohnern (Stand 1. Januar 2022) im Département Ardèche. Die Einwohner werden Bessassois und Bessassoises genannt.

## Geographie
Bessas liegt etwa zwölf Kilometer westlich des Tals der Ardèche entfernt auf einer kleinen Anhöhe, die die typisch mediterrane Heidelandschaft überblickt. Die Gemeinde befindet sich im äußersten Süden des Départements, im Bas Vivarais, dem Schwemmland des Flusses Chassezac, auf halber Strecke zwischen Barjac und Vallon-Pont-d’Arc. Nachbargemeinden sind Barjac und Grospierres.

## Geschichte
Bessas war einer der heftigsten Schauplätze der Religionskriege, bei dem weite Teile der Bevölkerung ermordet oder vertrieben worden sind. Ein Großteil der Häuser musste ebenfalls neu aufgebaut werden.
Eine Besonderheit der Gemeinde war, dass sie im 18. Jahrhundert nicht zu dem Besitz eines Lehnsherren oder eines Klosters gehörte, sondern die Bürger jedes Jahr zwei Konsule wählen durften.

## Bevölkerungsentwicklung
| Jahr                       | 1962 | 1968 | 1975 | 1982 | 1990 | 1999 | 2018 |
| -------------------------- | ---- | ---- | ---- | ---- | ---- | ---- | ---- |
| Einwohner                  | 146  | 146  | 147  | 169  | 147  | 166  | 215  |
| Quellen: Cassini und INSEE |      |      |      |      |      |      |      |

## Sehenswürdigkeiten
Zu den Sehenswürdigkeiten der Gemeinde gehört das antike Schloss aus dem 16. Jahrhundert mit seinen runden Ecktürmen, das umgebaut worden ist und jetzt als Herberge dient. Außerdem besteht der Ort aus vielen antiken Häusern im Dorfzentrum sowie einer Kirche im klassizistischen Baustil mit barocker Fassade aus dem 17. Jahrhundert, die ein Retabel aus dem frühen 18. Jahrhundert beherbergt.